# Les Enfers
Les Enfers (antiguamente en alemán Die Helle) es una comuna suiza del cantón del Jura, situada en el distrito de Franches-Montagnes.

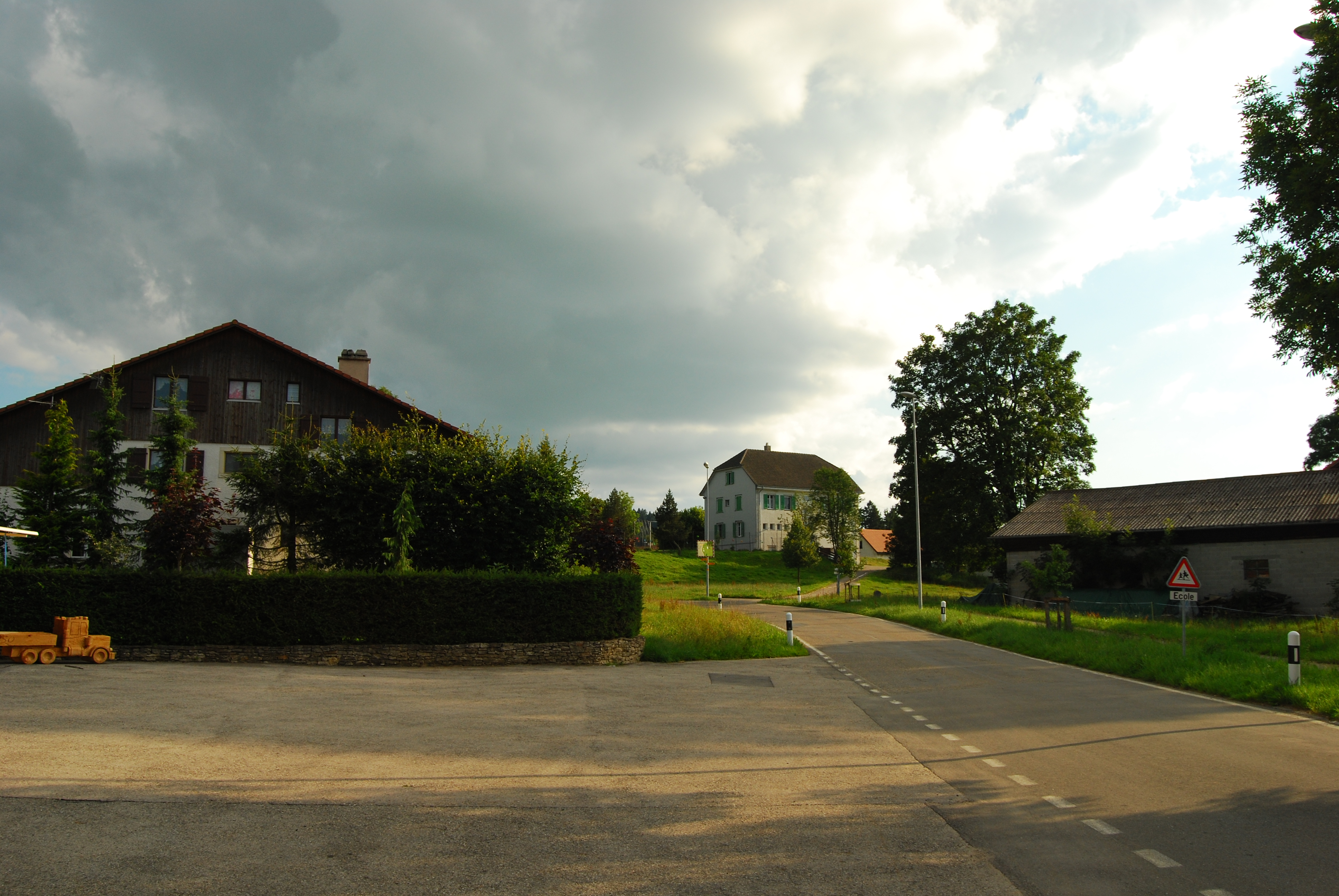
Les Enfers

## Geografía
Limita al norte con la comuna de Soubey, al este con Saint-Brais, al noreste y sureste con Montfaucon, al sur con Le Bémont, y al suroeste y oeste con Saignelégier.
Tiene una superficie de 7.12 km² (2.75 millas cuadradas). De esta área, 3.46 km² (1.34 millas cuadradas) o el 48.5% se utiliza con fines agrícolas, mientras que 3.41 km² (1.32 millas cuadradas) o el 47.8% está cubierta de bosques. Del resto del terreno, 0.19 km² (0.073 millas cuadradas) o el 2.7% está urbanizado (edificios o carreteras) y 0.03 km² (7.4 acres) o el 0.4% es terreno improductivo.

Referencias
1. ↑  Oficina federal de estadística (31 de diciembre de 2014). «Bilanz der ständigen Wohnbevölkerung nach Bezirken und Gemeinden» (en alemán). Consultado el 19 de noviembre de 2015.
2. ↑  Office fédéral de la statistique (1 de enero de 2009). «Liste officielle des communes de la Suisse» (en francés). Archivado desde el original el 12 de junio de 2009. Consultado el 3 de junio de 2009.